# Poison Ivy League
Pour les articles homonymes, voir Poison Ivy.

Poison Ivy League est une chanson pop composée par Bill Giant, Bernie Baum et Florence Kaye, et interprétée par Elvis Presley pour le film Roustabout (L'Homme à tout faire). Paru en 1964 sur la bande sonore du film, elle a été enregistrée le 2 mars 1964 au studio Radio Recorders, à Hollywood (7e prise). 
Dans le film, le personnage joué par Presley, Charlie Rogers, répond à la boutade d’un riche collégien avec cette chanson. Débutant en hymne de fraternité dans la première mesure, elle devient soudainement, en augmentant le rythme, une critique sociale humoristique où la haute classe est ridiculisée : il nous dit, entre autres, que les fils de riches lui donnent des démangeaisons et que vous pouvez être sûr qu’ils seront à la tête de la compagnie, tant et aussi longtemps que ce cher vieux Papa sera président. 
L’expression Ra-ra boys mentionnée dans la chanson, prise du jargon américain, fait référence aux étudiants habillés de polos coûteux ou de vestes de tweed dans les collèges et les universités les plus huppés. Le terme Ra-ra est aussi utilisé dans la mode, où les Ra-ra (ou Rah-rah) skirts sont notamment les jupes que portent les meneuses de claques (ou chearleaders) dans les high schools, les collèges et les universités. Le ra-ra-ra est d’ailleurs une des onomatopées criées par celles-ci.
Poison Ivy League est en fait un jeu de mots. L'Ivy League est un groupe d’universités privées dans le nord-est des États-Unis. Le Poison Ivy est le mot anglais pour l’herbe à puce.